# ليون سميث (كرة سلة)
ليون سميث (بالإنجليزية: Leon Smith)‏ مواليد 2 نوفمبر 1980 في شيكاغو، هو لاعب كرة سلة أمريكي معتزل. تم اختياره من قبل فريق سان أنطونيو سبرز خلال الدرافت. يبلغ طوله 6 قدم 10 بوصة (2.1 م). لعب مع أتلانتا هوكس وسياتل سوبرسونيكس.

## روابط خارجية
- ليون سميث على موقع إن بي أي (الإنجليزية)
- ليون سميث على موقع سبورتس رفرنس (الإنجليزية)
- ليون سميث على موقع كرة السلة الأوروبية.كوم (الإنجليزية)
- ليون سميث على موقع ريلجم (الإنجليزية)
- ليون سميث على موقع بروبوليرز (الإنجليزية)